# Бенедикт Арнолд
Бенедикт Арнолд (на английски: Benedict Arnold) е фармацевт и предприемач и един от най-изтъкнатите военни командири от времето на Войната за независимост на САЩ. Първоначално той се бие на страната на Континенталната армия, но по-късно застава на страната на Британската армия.
Джордж Вашингтон му има пълно доверие и го поставя начело на укрепленията в Уест Пойнт, Ню Йорк. Арнолд планира да предаде укрепленията на британските сили, но заговорът е осуетен през септември 1780 г. и той избягва при британците. Името му в САЩ бързо се превръща в олицетворение на измяната и предателството, тъй като повежда британската армия в битка срещу същите войници, които преди това е командвал.
Арнолд е роден в колонията Кънектикът и е търговец с кораби в Атлантическия океан, когато войната започва през 1775 г. Той се присъединява към нарастващата армия на Бостън и се отличава с интелигентността си и смелостта си. Участва в множество сражения и изиграва ключова роля в битката при Саратога през 1777 г., когато претърпява травма на крака, която преустановява бойната му кариера за няколко години.
Арнолд многократно твърди, че не е повишаван от Континенталния конгрес, докато други офицери получават заслугите за някои от неговите постижения. Конгресът, обаче, разследва сметките му и стига до заключението, че е задължен пред Конгреса, тъй като е заимствал много, за да поддържа разкошен начин на живот. Той поддържа контакт с лоялистите във Филаделфия и се жени за такава. Жена му се оказва близка приятелка с британския майор Джон Андре и поддържа контакт с него, когато той става ръководител на британската шпионска система в Ню Йорк. Много историци смятат, че тя допринася за смяната на страните на Арнолд. Британците обещават 20 000 лири за превземането на Уест Пойнт, който е голямо американско укрепление. Вашингтон се възхищава на Арнолд и му поверява командването на тази крепост през юли 1780 г. Планът крепостта да бъде предадена на британците е осуетен през септември същата година, когато милицията залавя Андре и намира у него документи, които разкриват заговора. Арнолд избягва, а Андре е обесен.
Като бригадирен генерал в британската армия, Арнолд получава еднократна сума от 6000 лири и 360 лири годишна пенсия. Той предвожда британски нападения във Вирджиния. През зимата на 1782 г. той и жена му се местят да живеят в Лондон, къдет е добре приет от крал Джордж III.

## Ранни години
Бенедикт Арнолд е роден в Норуич, Кънектикът, САЩ на 14 януари 1741 г. Той е второто от шест деца в семейството на баща му Бенедикт Арнолд и майка му Хана Уотърмън Кинг. Сред братята и сестрите му само той и сестра му, Хана, оцеляват, а останалите са покосени от жълтата треска. Бащата на Арнолд става успял бизнесмен и семейството се издига в горните слоеве на обществото в Норуич. Когато е на десет години Арнолд е записан в частно училище близо до Кентърбъри. Родителите му очакват той в крайна сметка да учи в Йейл. Въпреки това смъртта на неговите братя и сестри две години по-късно в известна степен повлиява негативно върху богатството на семейството. Бащата на Арнолд започва да пие. Докато Арнолд навършва 14 години парите на семейството вече не са достатъчни, за да може той да се изучи.
Алкохолизмът на баща му и влошеното му здравословно състояние го възпрепятстват да обучи сина си в семейния търговски занаят. Въпреки това чрез връзките на семейството на майка му той успява да стане чирак при двама от нейните братовчеди, братята Даниел и Джошуа Латроп. Те се занимават успешно с търговия с фармацевтични и други стоки в Норуич. Неговият стаж при тях продължава седем години.
През 1755 г. Арнолд се опитва да се запише в провинциалната милиция, която служи във Френско-индианската война (1754 – 1763 г.), но майка му не му позволява. През 1757 г., когато е на 16 години, той в крайна сметка се записва в опълчението на Кънектикът, която се отправя към Олбани и Лейк Джордж. Французите са обсадили форт Уилям Хенри (обсадата на форта е представена във филма Последният мохикан от 1992 г. с участието на Даниъл Дей-Люис, по известния роман на Джеймс Фенимор Купър) в североизточен Ню Йорк, а индианските им съюзници са извършили зверства след победата си. Слуховете за катастрофалния изход от обсадата карат ротата да се върне. Службата на Арнолд трае 13 дни. Съществува общоприето вярване, че Арнолд е дезертирал от опълчението през 1758 г., но то е основано на несигурни източници.
Майката на Арнолд, с която той е много близък, умира през 1759 г. Алкохолизмът на баща му се влошава след смъртта на съпругата му и младият Арнолд поема отговорността за издръжката на баща си и по-малката си сестра. Баща му е арестуван няколко пъти за поява в нетрезво състояние на обществено място. От църквата отказват да му дадат причастие и той умира през 1761 г.

## Предприемачество
През 1762 г. с помощта на братята Латроп Арнолд се установява в бизнеса като фармацевт и книжар в Ню Хейвън, Кънектикът. Благодарение на трудолюбието си и успехите, които постига, Арнолд има възможността да разшири бизнеса си. През 1763 г. той връща заема, който е взел от братя Латроп, изкупува обратно имението на семейството си, което баща му по-рано продава, за да покрие дълговете си. Арнолд успява да го препродаде година след това, правейки значителна печалба.
През 1764 г. той формира партньорство с Адам Бабкок – друг млад търговец от Ню Хейвън. Използвайки парите, които Арнолд получава от продажбата на семейното имение, двамата партньори купуват три търговски кораба и основават доходоносна търговия в Западните Индии (в Карибския регион). По това време Арнолд довежда сестра си Хана в Ню Хейвън и я назначава като негова заместничка, която да управлява фармацевтичния му бизнес докато той отсъства. Работата му изисква от него да пътува доста, както в Нова Англия, така и от Квебек до Западните Индии, като често тези пътувания се осъществяват на някой от неговите кораби.